# Boarmia sonicaria
Boarmia sonicaria är en fjärilsart som beskrevs av William Schaus 1901. Boarmia sonicaria ingår i släktet Boarmia och familjen mätare. Inga underarter finns listade i Catalogue of Life.